# Система футбольных лиг Венгрии
Система футбольных лиг Венгрии — иерархическая система лиг клубного футбола в Венгрии. В данной системе существует движение клубов между лигами в результате понижения или повышения в классе, в зависимости от мест, которые команды занимают по окончании футбольного сезона.

## Система
| Уровень | Лиги | Лиги | Лиги | Лиги | Лиги | Лиги |
| ------- | --- | --- | --- | --- | --- | --- |
| 1       | NB I (OTP Bank Liga) 12 команд | NB I (OTP Bank Liga) 12 команд | NB I (OTP Bank Liga) 12 команд | NB I (OTP Bank Liga) 12 команд | NB I (OTP Bank Liga) 12 команд | NB I (OTP Bank Liga) 12 команд |
| 2       | NB II (Merkantil Bank NB II) 16 команд | NB II (Merkantil Bank NB II) 16 команд | NB II (Merkantil Bank NB II) 16 команд | NB II (Merkantil Bank NB II) 16 команд | NB II (Merkantil Bank NB II) 16 команд | NB II (Merkantil Bank NB II) 16 команд |
| 3       | NB III — Западная группа (Nyugat-группа) 16 команд | NB III — Центральная группа (Közép-группа) 16 команд | NB III — Восточная группа (Kelet-группа) 16 команд | | | |
| 4       | Медье I. (Первый уровень локальных дивизионов) Первый дивизион медье Бач-Кишкун — 16 команд Первый дивизион медье Баранья — 14 команд Первый дивизион медье Бекеш — 16 команд Первый дивизион медье Боршод-Абауй-Земплен — 18 команд Первый дивизион Будапешта — 18 команд Первый дивизион медье Чонград — 16 команд Первый дивизион медье Фейер — 16 команд Первый дивизион медье Дьор-Мошон-Шопрон — 16 команд Первый дивизион медье Хайду-Бихар — 18 команд Первый дивизион медье Хевеш — 16 команд Первый дивизион медье Яас-Надькун-Солнок — 18 команд Первый дивизион медье Комаром-Эстергом — 16 команд Первый дивизион медье Ноград — (Западная и Восточная группы) 11+12 команд Первый дивизион медье Пешт — 16 команд Первый дивизион медье Шомодь — 16 команд Первый дивизион медье Саболч-Сатмар-Берег — 16 команд Первый дивизион медье Толна — 16 команд Первый дивизион медье Ваш — 16 команд Первый дивизион медье Веспрем — 16 команд Первый дивизион медье Зала — 16 команд (20 лиг) | Медье I. (Первый уровень локальных дивизионов) Первый дивизион медье Бач-Кишкун — 16 команд Первый дивизион медье Баранья — 14 команд Первый дивизион медье Бекеш — 16 команд Первый дивизион медье Боршод-Абауй-Земплен — 18 команд Первый дивизион Будапешта — 18 команд Первый дивизион медье Чонград — 16 команд Первый дивизион медье Фейер — 16 команд Первый дивизион медье Дьор-Мошон-Шопрон — 16 команд Первый дивизион медье Хайду-Бихар — 18 команд Первый дивизион медье Хевеш — 16 команд Первый дивизион медье Яас-Надькун-Солнок — 18 команд Первый дивизион медье Комаром-Эстергом — 16 команд Первый дивизион медье Ноград — (Западная и Восточная группы) 11+12 команд Первый дивизион медье Пешт — 16 команд Первый дивизион медье Шомодь — 16 команд Первый дивизион медье Саболч-Сатмар-Берег — 16 команд Первый дивизион медье Толна — 16 команд Первый дивизион медье Ваш — 16 команд Первый дивизион медье Веспрем — 16 команд Первый дивизион медье Зала — 16 команд (20 лиг) | Медье I. (Первый уровень локальных дивизионов) Первый дивизион медье Бач-Кишкун — 16 команд Первый дивизион медье Баранья — 14 команд Первый дивизион медье Бекеш — 16 команд Первый дивизион медье Боршод-Абауй-Земплен — 18 команд Первый дивизион Будапешта — 18 команд Первый дивизион медье Чонград — 16 команд Первый дивизион медье Фейер — 16 команд Первый дивизион медье Дьор-Мошон-Шопрон — 16 команд Первый дивизион медье Хайду-Бихар — 18 команд Первый дивизион медье Хевеш — 16 команд Первый дивизион медье Яас-Надькун-Солнок — 18 команд Первый дивизион медье Комаром-Эстергом — 16 команд Первый дивизион медье Ноград — (Западная и Восточная группы) 11+12 команд Первый дивизион медье Пешт — 16 команд Первый дивизион медье Шомодь — 16 команд Первый дивизион медье Саболч-Сатмар-Берег — 16 команд Первый дивизион медье Толна — 16 команд Первый дивизион медье Ваш — 16 команд Первый дивизион медье Веспрем — 16 команд Первый дивизион медье Зала — 16 команд (20 лиг) | Медье I. (Первый уровень локальных дивизионов) Первый дивизион медье Бач-Кишкун — 16 команд Первый дивизион медье Баранья — 14 команд Первый дивизион медье Бекеш — 16 команд Первый дивизион медье Боршод-Абауй-Земплен — 18 команд Первый дивизион Будапешта — 18 команд Первый дивизион медье Чонград — 16 команд Первый дивизион медье Фейер — 16 команд Первый дивизион медье Дьор-Мошон-Шопрон — 16 команд Первый дивизион медье Хайду-Бихар — 18 команд Первый дивизион медье Хевеш — 16 команд Первый дивизион медье Яас-Надькун-Солнок — 18 команд Первый дивизион медье Комаром-Эстергом — 16 команд Первый дивизион медье Ноград — (Западная и Восточная группы) 11+12 команд Первый дивизион медье Пешт — 16 команд Первый дивизион медье Шомодь — 16 команд Первый дивизион медье Саболч-Сатмар-Берег — 16 команд Первый дивизион медье Толна — 16 команд Первый дивизион медье Ваш — 16 команд Первый дивизион медье Веспрем — 16 команд Первый дивизион медье Зала — 16 команд (20 лиг) | Медье I. (Первый уровень локальных дивизионов) Первый дивизион медье Бач-Кишкун — 16 команд Первый дивизион медье Баранья — 14 команд Первый дивизион медье Бекеш — 16 команд Первый дивизион медье Боршод-Абауй-Земплен — 18 команд Первый дивизион Будапешта — 18 команд Первый дивизион медье Чонград — 16 команд Первый дивизион медье Фейер — 16 команд Первый дивизион медье Дьор-Мошон-Шопрон — 16 команд Первый дивизион медье Хайду-Бихар — 18 команд Первый дивизион медье Хевеш — 16 команд Первый дивизион медье Яас-Надькун-Солнок — 18 команд Первый дивизион медье Комаром-Эстергом — 16 команд Первый дивизион медье Ноград — (Западная и Восточная группы) 11+12 команд Первый дивизион медье Пешт — 16 команд Первый дивизион медье Шомодь — 16 команд Первый дивизион медье Саболч-Сатмар-Берег — 16 команд Первый дивизион медье Толна — 16 команд Первый дивизион медье Ваш — 16 команд Первый дивизион медье Веспрем — 16 команд Первый дивизион медье Зала — 16 команд (20 лиг) | Медье I. (Первый уровень локальных дивизионов) Первый дивизион медье Бач-Кишкун — 16 команд Первый дивизион медье Баранья — 14 команд Первый дивизион медье Бекеш — 16 команд Первый дивизион медье Боршод-Абауй-Земплен — 18 команд Первый дивизион Будапешта — 18 команд Первый дивизион медье Чонград — 16 команд Первый дивизион медье Фейер — 16 команд Первый дивизион медье Дьор-Мошон-Шопрон — 16 команд Первый дивизион медье Хайду-Бихар — 18 команд Первый дивизион медье Хевеш — 16 команд Первый дивизион медье Яас-Надькун-Солнок — 18 команд Первый дивизион медье Комаром-Эстергом — 16 команд Первый дивизион медье Ноград — (Западная и Восточная группы) 11+12 команд Первый дивизион медье Пешт — 16 команд Первый дивизион медье Шомодь — 16 команд Первый дивизион медье Саболч-Сатмар-Берег — 16 команд Первый дивизион медье Толна — 16 команд Первый дивизион медье Ваш — 16 команд Первый дивизион медье Веспрем — 16 команд Первый дивизион медье Зала — 16 команд (20 лиг) |
| 5       | Медье II (Второй уровень локальных дивизионов) Второй дивизион медье Бач-Кишкун — (Северная, Южная группа) 16+16 команд Второй дивизион медье Баранья (Megye I/B) — 17 команд Второй дивизион медье Бекеш — 16 команд Второй дивизион медье Боршод-Абауй-Земплен — (Северная, Восточная, Центральная группа) 16+16+16 команд Второй дивизион медье Будапешта (Megye I/B) — 16 команд Второй дивизион медье Чонград — 14 команд Второй дивизион медье Фехер — (Атлантическая, Фемолская группа) 16+16 команд Второй дивизион медье Дьор-Мошон-Шопрон — (Дьорская, Шопронская, Мошонмадьяроварская группа) 16+16+16 команд Второй дивизион медье Хайду-Бихар — 16 команд Второй дивизион медье Хевеш — (Западная, Восточная группа) 17+16 команд Второй дивизион медье Яас-Надькун-Солнок — 18 команд Второй дивизион медье Комаром-Эстергом — 15 команд Второй дивизион медье Ноград — (Южная, Восточная, Западная группа) 10+14+16 команд Второй дивизион медье Пешт — («Ro-La Kft», «Vabu Sport», «Vésnők Kft» группа) 14+14+14 команд Второй дивизион медье Шомодь — (Северная, Южная группа) 16+16 команд Второй дивизион медье Саболч-Сатмар-Берег — (Первая, Вторая, Третья группа) 16+16+16 Второй дивизион медье Толна — 16 команд Второй дивизион медье Ваш — (Сомбатейская, Кёрмендская, Шарварская группа) 16+16+14 команд Второй дивизион медье Веспрем — (Западная, Восточная группа) 14+15 команд Второй дивизион медье Зала — (Северная, Южная группа) 16+16 команд (20 лиг) | Медье II (Второй уровень локальных дивизионов) Второй дивизион медье Бач-Кишкун — (Северная, Южная группа) 16+16 команд Второй дивизион медье Баранья (Megye I/B) — 17 команд Второй дивизион медье Бекеш — 16 команд Второй дивизион медье Боршод-Абауй-Земплен — (Северная, Восточная, Центральная группа) 16+16+16 команд Второй дивизион медье Будапешта (Megye I/B) — 16 команд Второй дивизион медье Чонград — 14 команд Второй дивизион медье Фехер — (Атлантическая, Фемолская группа) 16+16 команд Второй дивизион медье Дьор-Мошон-Шопрон — (Дьорская, Шопронская, Мошонмадьяроварская группа) 16+16+16 команд Второй дивизион медье Хайду-Бихар — 16 команд Второй дивизион медье Хевеш — (Западная, Восточная группа) 17+16 команд Второй дивизион медье Яас-Надькун-Солнок — 18 команд Второй дивизион медье Комаром-Эстергом — 15 команд Второй дивизион медье Ноград — (Южная, Восточная, Западная группа) 10+14+16 команд Второй дивизион медье Пешт — («Ro-La Kft», «Vabu Sport», «Vésnők Kft» группа) 14+14+14 команд Второй дивизион медье Шомодь — (Северная, Южная группа) 16+16 команд Второй дивизион медье Саболч-Сатмар-Берег — (Первая, Вторая, Третья группа) 16+16+16 Второй дивизион медье Толна — 16 команд Второй дивизион медье Ваш — (Сомбатейская, Кёрмендская, Шарварская группа) 16+16+14 команд Второй дивизион медье Веспрем — (Западная, Восточная группа) 14+15 команд Второй дивизион медье Зала — (Северная, Южная группа) 16+16 команд (20 лиг) | Медье II (Второй уровень локальных дивизионов) Второй дивизион медье Бач-Кишкун — (Северная, Южная группа) 16+16 команд Второй дивизион медье Баранья (Megye I/B) — 17 команд Второй дивизион медье Бекеш — 16 команд Второй дивизион медье Боршод-Абауй-Земплен — (Северная, Восточная, Центральная группа) 16+16+16 команд Второй дивизион медье Будапешта (Megye I/B) — 16 команд Второй дивизион медье Чонград — 14 команд Второй дивизион медье Фехер — (Атлантическая, Фемолская группа) 16+16 команд Второй дивизион медье Дьор-Мошон-Шопрон — (Дьорская, Шопронская, Мошонмадьяроварская группа) 16+16+16 команд Второй дивизион медье Хайду-Бихар — 16 команд Второй дивизион медье Хевеш — (Западная, Восточная группа) 17+16 команд Второй дивизион медье Яас-Надькун-Солнок — 18 команд Второй дивизион медье Комаром-Эстергом — 15 команд Второй дивизион медье Ноград — (Южная, Восточная, Западная группа) 10+14+16 команд Второй дивизион медье Пешт — («Ro-La Kft», «Vabu Sport», «Vésnők Kft» группа) 14+14+14 команд Второй дивизион медье Шомодь — (Северная, Южная группа) 16+16 команд Второй дивизион медье Саболч-Сатмар-Берег — (Первая, Вторая, Третья группа) 16+16+16 Второй дивизион медье Толна — 16 команд Второй дивизион медье Ваш — (Сомбатейская, Кёрмендская, Шарварская группа) 16+16+14 команд Второй дивизион медье Веспрем — (Западная, Восточная группа) 14+15 команд Второй дивизион медье Зала — (Северная, Южная группа) 16+16 команд (20 лиг) | Медье II (Второй уровень локальных дивизионов) Второй дивизион медье Бач-Кишкун — (Северная, Южная группа) 16+16 команд Второй дивизион медье Баранья (Megye I/B) — 17 команд Второй дивизион медье Бекеш — 16 команд Второй дивизион медье Боршод-Абауй-Земплен — (Северная, Восточная, Центральная группа) 16+16+16 команд Второй дивизион медье Будапешта (Megye I/B) — 16 команд Второй дивизион медье Чонград — 14 команд Второй дивизион медье Фехер — (Атлантическая, Фемолская группа) 16+16 команд Второй дивизион медье Дьор-Мошон-Шопрон — (Дьорская, Шопронская, Мошонмадьяроварская группа) 16+16+16 команд Второй дивизион медье Хайду-Бихар — 16 команд Второй дивизион медье Хевеш — (Западная, Восточная группа) 17+16 команд Второй дивизион медье Яас-Надькун-Солнок — 18 команд Второй дивизион медье Комаром-Эстергом — 15 команд Второй дивизион медье Ноград — (Южная, Восточная, Западная группа) 10+14+16 команд Второй дивизион медье Пешт — («Ro-La Kft», «Vabu Sport», «Vésnők Kft» группа) 14+14+14 команд Второй дивизион медье Шомодь — (Северная, Южная группа) 16+16 команд Второй дивизион медье Саболч-Сатмар-Берег — (Первая, Вторая, Третья группа) 16+16+16 Второй дивизион медье Толна — 16 команд Второй дивизион медье Ваш — (Сомбатейская, Кёрмендская, Шарварская группа) 16+16+14 команд Второй дивизион медье Веспрем — (Западная, Восточная группа) 14+15 команд Второй дивизион медье Зала — (Северная, Южная группа) 16+16 команд (20 лиг) | Медье II (Второй уровень локальных дивизионов) Второй дивизион медье Бач-Кишкун — (Северная, Южная группа) 16+16 команд Второй дивизион медье Баранья (Megye I/B) — 17 команд Второй дивизион медье Бекеш — 16 команд Второй дивизион медье Боршод-Абауй-Земплен — (Северная, Восточная, Центральная группа) 16+16+16 команд Второй дивизион медье Будапешта (Megye I/B) — 16 команд Второй дивизион медье Чонград — 14 команд Второй дивизион медье Фехер — (Атлантическая, Фемолская группа) 16+16 команд Второй дивизион медье Дьор-Мошон-Шопрон — (Дьорская, Шопронская, Мошонмадьяроварская группа) 16+16+16 команд Второй дивизион медье Хайду-Бихар — 16 команд Второй дивизион медье Хевеш — (Западная, Восточная группа) 17+16 команд Второй дивизион медье Яас-Надькун-Солнок — 18 команд Второй дивизион медье Комаром-Эстергом — 15 команд Второй дивизион медье Ноград — (Южная, Восточная, Западная группа) 10+14+16 команд Второй дивизион медье Пешт — («Ro-La Kft», «Vabu Sport», «Vésnők Kft» группа) 14+14+14 команд Второй дивизион медье Шомодь — (Северная, Южная группа) 16+16 команд Второй дивизион медье Саболч-Сатмар-Берег — (Первая, Вторая, Третья группа) 16+16+16 Второй дивизион медье Толна — 16 команд Второй дивизион медье Ваш — (Сомбатейская, Кёрмендская, Шарварская группа) 16+16+14 команд Второй дивизион медье Веспрем — (Западная, Восточная группа) 14+15 команд Второй дивизион медье Зала — (Северная, Южная группа) 16+16 команд (20 лиг) | Медье II (Второй уровень локальных дивизионов) Второй дивизион медье Бач-Кишкун — (Северная, Южная группа) 16+16 команд Второй дивизион медье Баранья (Megye I/B) — 17 команд Второй дивизион медье Бекеш — 16 команд Второй дивизион медье Боршод-Абауй-Земплен — (Северная, Восточная, Центральная группа) 16+16+16 команд Второй дивизион медье Будапешта (Megye I/B) — 16 команд Второй дивизион медье Чонград — 14 команд Второй дивизион медье Фехер — (Атлантическая, Фемолская группа) 16+16 команд Второй дивизион медье Дьор-Мошон-Шопрон — (Дьорская, Шопронская, Мошонмадьяроварская группа) 16+16+16 команд Второй дивизион медье Хайду-Бихар — 16 команд Второй дивизион медье Хевеш — (Западная, Восточная группа) 17+16 команд Второй дивизион медье Яас-Надькун-Солнок — 18 команд Второй дивизион медье Комаром-Эстергом — 15 команд Второй дивизион медье Ноград — (Южная, Восточная, Западная группа) 10+14+16 команд Второй дивизион медье Пешт — («Ro-La Kft», «Vabu Sport», «Vésnők Kft» группа) 14+14+14 команд Второй дивизион медье Шомодь — (Северная, Южная группа) 16+16 команд Второй дивизион медье Саболч-Сатмар-Берег — (Первая, Вторая, Третья группа) 16+16+16 Второй дивизион медье Толна — 16 команд Второй дивизион медье Ваш — (Сомбатейская, Кёрмендская, Шарварская группа) 16+16+14 команд Второй дивизион медье Веспрем — (Западная, Восточная группа) 14+15 команд Второй дивизион медье Зала — (Северная, Южная группа) 16+16 команд (20 лиг) |
| 6       | Медье III (Третий уровень локальных дивизионов) Третий дивизион медье Бач-Кишкун — (Северная, Центральная, Южная группа) 16+15+15 команд Третий дивизион медье Баранья (Медье II) — (Мончаская, Сигетварская группа) 14+14 команд Третий дивизион медье Бекеш — (A, B группа) 15+10 команд Третий дивизион медье Боршод-Абауй-Земплен — (Мишкольцская, Енчиская, Серенчская, Земпленская, Казинцбарцикаская, Мезёчатская группа) Третий дивизион Будапешта (Медье II) — (Первая, Вторая группа) 16 команд Третий дивизион медье Чонград — (Хомокхетская, Тиса-Марошская группа) 11+10 команд Третий дивизион медье Фейер — (Северная, Центральная, Южная группа) 13+14+13 команд Третий дивизион медье Дьор-Мошон-Шопрон — (Дьорская, Капуварская, Мошонмадьяроварская, Чорнаская группа) 16+18+16+18 команд Третий дивизион медье Хайду-Бихар — (Западная, Восточная группа) 8+8 команд Третий дивизион медье Хевеш — 15 команд Третий дивизион медье Яас-Надькун-Солнок — 16 команд Третий дивизион медье Комаром-Эстергом — (Северная, Южная группа) 11+10 команд Третий дивизион медье Ноград — (Балашадьарматская, Ретшагская группа) 13+13 команд Третий дивизион медье Пешт — (Гёдёлёская, Монорская, Надькатасская, Рацевеская, Сентендреская, Вацская группа) 14+12+12+10+12+14 команд Третий дивизион медье Шомодь — (Балатонская, Капошская, Дел-Шомодьская группа) 12+12+12 команд Третий дивизион медье Саболч-Сатмар-Берег — (Ньиредьхазская, Кишвардаская, Фехердьарматская, Матесалкаская, Вашарошнаменьская группа) 12+12+12+14+10 команд Третий дивизион медье Толна — (Западная, Восточная группа) 16+16 команд Третий дивизион медье Ваш — (Сомбатейская/Западная, Сомбатейская/Северно-Кёрмендская, Шарварская группа) 16+16+14 команд Третий дивизион медье Веспрем — 12 команд (19 лиг) | Медье III (Третий уровень локальных дивизионов) Третий дивизион медье Бач-Кишкун — (Северная, Центральная, Южная группа) 16+15+15 команд Третий дивизион медье Баранья (Медье II) — (Мончаская, Сигетварская группа) 14+14 команд Третий дивизион медье Бекеш — (A, B группа) 15+10 команд Третий дивизион медье Боршод-Абауй-Земплен — (Мишкольцская, Енчиская, Серенчская, Земпленская, Казинцбарцикаская, Мезёчатская группа) Третий дивизион Будапешта (Медье II) — (Первая, Вторая группа) 16 команд Третий дивизион медье Чонград — (Хомокхетская, Тиса-Марошская группа) 11+10 команд Третий дивизион медье Фейер — (Северная, Центральная, Южная группа) 13+14+13 команд Третий дивизион медье Дьор-Мошон-Шопрон — (Дьорская, Капуварская, Мошонмадьяроварская, Чорнаская группа) 16+18+16+18 команд Третий дивизион медье Хайду-Бихар — (Западная, Восточная группа) 8+8 команд Третий дивизион медье Хевеш — 15 команд Третий дивизион медье Яас-Надькун-Солнок — 16 команд Третий дивизион медье Комаром-Эстергом — (Северная, Южная группа) 11+10 команд Третий дивизион медье Ноград — (Балашадьарматская, Ретшагская группа) 13+13 команд Третий дивизион медье Пешт — (Гёдёлёская, Монорская, Надькатасская, Рацевеская, Сентендреская, Вацская группа) 14+12+12+10+12+14 команд Третий дивизион медье Шомодь — (Балатонская, Капошская, Дел-Шомодьская группа) 12+12+12 команд Третий дивизион медье Саболч-Сатмар-Берег — (Ньиредьхазская, Кишвардаская, Фехердьарматская, Матесалкаская, Вашарошнаменьская группа) 12+12+12+14+10 команд Третий дивизион медье Толна — (Западная, Восточная группа) 16+16 команд Третий дивизион медье Ваш — (Сомбатейская/Западная, Сомбатейская/Северно-Кёрмендская, Шарварская группа) 16+16+14 команд Третий дивизион медье Веспрем — 12 команд (19 лиг) | Медье III (Третий уровень локальных дивизионов) Третий дивизион медье Бач-Кишкун — (Северная, Центральная, Южная группа) 16+15+15 команд Третий дивизион медье Баранья (Медье II) — (Мончаская, Сигетварская группа) 14+14 команд Третий дивизион медье Бекеш — (A, B группа) 15+10 команд Третий дивизион медье Боршод-Абауй-Земплен — (Мишкольцская, Енчиская, Серенчская, Земпленская, Казинцбарцикаская, Мезёчатская группа) Третий дивизион Будапешта (Медье II) — (Первая, Вторая группа) 16 команд Третий дивизион медье Чонград — (Хомокхетская, Тиса-Марошская группа) 11+10 команд Третий дивизион медье Фейер — (Северная, Центральная, Южная группа) 13+14+13 команд Третий дивизион медье Дьор-Мошон-Шопрон — (Дьорская, Капуварская, Мошонмадьяроварская, Чорнаская группа) 16+18+16+18 команд Третий дивизион медье Хайду-Бихар — (Западная, Восточная группа) 8+8 команд Третий дивизион медье Хевеш — 15 команд Третий дивизион медье Яас-Надькун-Солнок — 16 команд Третий дивизион медье Комаром-Эстергом — (Северная, Южная группа) 11+10 команд Третий дивизион медье Ноград — (Балашадьарматская, Ретшагская группа) 13+13 команд Третий дивизион медье Пешт — (Гёдёлёская, Монорская, Надькатасская, Рацевеская, Сентендреская, Вацская группа) 14+12+12+10+12+14 команд Третий дивизион медье Шомодь — (Балатонская, Капошская, Дел-Шомодьская группа) 12+12+12 команд Третий дивизион медье Саболч-Сатмар-Берег — (Ньиредьхазская, Кишвардаская, Фехердьарматская, Матесалкаская, Вашарошнаменьская группа) 12+12+12+14+10 команд Третий дивизион медье Толна — (Западная, Восточная группа) 16+16 команд Третий дивизион медье Ваш — (Сомбатейская/Западная, Сомбатейская/Северно-Кёрмендская, Шарварская группа) 16+16+14 команд Третий дивизион медье Веспрем — 12 команд (19 лиг) | Медье III (Третий уровень локальных дивизионов) Третий дивизион медье Бач-Кишкун — (Северная, Центральная, Южная группа) 16+15+15 команд Третий дивизион медье Баранья (Медье II) — (Мончаская, Сигетварская группа) 14+14 команд Третий дивизион медье Бекеш — (A, B группа) 15+10 команд Третий дивизион медье Боршод-Абауй-Земплен — (Мишкольцская, Енчиская, Серенчская, Земпленская, Казинцбарцикаская, Мезёчатская группа) Третий дивизион Будапешта (Медье II) — (Первая, Вторая группа) 16 команд Третий дивизион медье Чонград — (Хомокхетская, Тиса-Марошская группа) 11+10 команд Третий дивизион медье Фейер — (Северная, Центральная, Южная группа) 13+14+13 команд Третий дивизион медье Дьор-Мошон-Шопрон — (Дьорская, Капуварская, Мошонмадьяроварская, Чорнаская группа) 16+18+16+18 команд Третий дивизион медье Хайду-Бихар — (Западная, Восточная группа) 8+8 команд Третий дивизион медье Хевеш — 15 команд Третий дивизион медье Яас-Надькун-Солнок — 16 команд Третий дивизион медье Комаром-Эстергом — (Северная, Южная группа) 11+10 команд Третий дивизион медье Ноград — (Балашадьарматская, Ретшагская группа) 13+13 команд Третий дивизион медье Пешт — (Гёдёлёская, Монорская, Надькатасская, Рацевеская, Сентендреская, Вацская группа) 14+12+12+10+12+14 команд Третий дивизион медье Шомодь — (Балатонская, Капошская, Дел-Шомодьская группа) 12+12+12 команд Третий дивизион медье Саболч-Сатмар-Берег — (Ньиредьхазская, Кишвардаская, Фехердьарматская, Матесалкаская, Вашарошнаменьская группа) 12+12+12+14+10 команд Третий дивизион медье Толна — (Западная, Восточная группа) 16+16 команд Третий дивизион медье Ваш — (Сомбатейская/Западная, Сомбатейская/Северно-Кёрмендская, Шарварская группа) 16+16+14 команд Третий дивизион медье Веспрем — 12 команд (19 лиг) | Медье III (Третий уровень локальных дивизионов) Третий дивизион медье Бач-Кишкун — (Северная, Центральная, Южная группа) 16+15+15 команд Третий дивизион медье Баранья (Медье II) — (Мончаская, Сигетварская группа) 14+14 команд Третий дивизион медье Бекеш — (A, B группа) 15+10 команд Третий дивизион медье Боршод-Абауй-Земплен — (Мишкольцская, Енчиская, Серенчская, Земпленская, Казинцбарцикаская, Мезёчатская группа) Третий дивизион Будапешта (Медье II) — (Первая, Вторая группа) 16 команд Третий дивизион медье Чонград — (Хомокхетская, Тиса-Марошская группа) 11+10 команд Третий дивизион медье Фейер — (Северная, Центральная, Южная группа) 13+14+13 команд Третий дивизион медье Дьор-Мошон-Шопрон — (Дьорская, Капуварская, Мошонмадьяроварская, Чорнаская группа) 16+18+16+18 команд Третий дивизион медье Хайду-Бихар — (Западная, Восточная группа) 8+8 команд Третий дивизион медье Хевеш — 15 команд Третий дивизион медье Яас-Надькун-Солнок — 16 команд Третий дивизион медье Комаром-Эстергом — (Северная, Южная группа) 11+10 команд Третий дивизион медье Ноград — (Балашадьарматская, Ретшагская группа) 13+13 команд Третий дивизион медье Пешт — (Гёдёлёская, Монорская, Надькатасская, Рацевеская, Сентендреская, Вацская группа) 14+12+12+10+12+14 команд Третий дивизион медье Шомодь — (Балатонская, Капошская, Дел-Шомодьская группа) 12+12+12 команд Третий дивизион медье Саболч-Сатмар-Берег — (Ньиредьхазская, Кишвардаская, Фехердьарматская, Матесалкаская, Вашарошнаменьская группа) 12+12+12+14+10 команд Третий дивизион медье Толна — (Западная, Восточная группа) 16+16 команд Третий дивизион медье Ваш — (Сомбатейская/Западная, Сомбатейская/Северно-Кёрмендская, Шарварская группа) 16+16+14 команд Третий дивизион медье Веспрем — 12 команд (19 лиг) | Медье III (Третий уровень локальных дивизионов) Третий дивизион медье Бач-Кишкун — (Северная, Центральная, Южная группа) 16+15+15 команд Третий дивизион медье Баранья (Медье II) — (Мончаская, Сигетварская группа) 14+14 команд Третий дивизион медье Бекеш — (A, B группа) 15+10 команд Третий дивизион медье Боршод-Абауй-Земплен — (Мишкольцская, Енчиская, Серенчская, Земпленская, Казинцбарцикаская, Мезёчатская группа) Третий дивизион Будапешта (Медье II) — (Первая, Вторая группа) 16 команд Третий дивизион медье Чонград — (Хомокхетская, Тиса-Марошская группа) 11+10 команд Третий дивизион медье Фейер — (Северная, Центральная, Южная группа) 13+14+13 команд Третий дивизион медье Дьор-Мошон-Шопрон — (Дьорская, Капуварская, Мошонмадьяроварская, Чорнаская группа) 16+18+16+18 команд Третий дивизион медье Хайду-Бихар — (Западная, Восточная группа) 8+8 команд Третий дивизион медье Хевеш — 15 команд Третий дивизион медье Яас-Надькун-Солнок — 16 команд Третий дивизион медье Комаром-Эстергом — (Северная, Южная группа) 11+10 команд Третий дивизион медье Ноград — (Балашадьарматская, Ретшагская группа) 13+13 команд Третий дивизион медье Пешт — (Гёдёлёская, Монорская, Надькатасская, Рацевеская, Сентендреская, Вацская группа) 14+12+12+10+12+14 команд Третий дивизион медье Шомодь — (Балатонская, Капошская, Дел-Шомодьская группа) 12+12+12 команд Третий дивизион медье Саболч-Сатмар-Берег — (Ньиредьхазская, Кишвардаская, Фехердьарматская, Матесалкаская, Вашарошнаменьская группа) 12+12+12+14+10 команд Третий дивизион медье Толна — (Западная, Восточная группа) 16+16 команд Третий дивизион медье Ваш — (Сомбатейская/Западная, Сомбатейская/Северно-Кёрмендская, Шарварская группа) 16+16+14 команд Третий дивизион медье Веспрем — 12 команд (19 лиг) |
| 7       | Медье IV (Четвёртый уровень локальных дивизионов) Четвёртый дивизион медье Баранья (Медье III) — (Мохачская, Сигетварская группа) 15+16 команд Четвёртый дивизион Будапешта (Медье III) — (Первая, Вторая группа) 16+16 команд Четвёртый дивизион медье Дьор-Мошон-Шопрон — 6 команд Четвёртый дивизион медье Шомодь — 13 команд Четвёртый дивизион медье Саболч-Сатмар-Берег — (Ньиредьхазская, Фехердьарматская группа) 16+12 команд Четвёртый дивизион медье Веспрем — 10 команд (6 лиг) | Медье IV (Четвёртый уровень локальных дивизионов) Четвёртый дивизион медье Баранья (Медье III) — (Мохачская, Сигетварская группа) 15+16 команд Четвёртый дивизион Будапешта (Медье III) — (Первая, Вторая группа) 16+16 команд Четвёртый дивизион медье Дьор-Мошон-Шопрон — 6 команд Четвёртый дивизион медье Шомодь — 13 команд Четвёртый дивизион медье Саболч-Сатмар-Берег — (Ньиредьхазская, Фехердьарматская группа) 16+12 команд Четвёртый дивизион медье Веспрем — 10 команд (6 лиг) | Медье IV (Четвёртый уровень локальных дивизионов) Четвёртый дивизион медье Баранья (Медье III) — (Мохачская, Сигетварская группа) 15+16 команд Четвёртый дивизион Будапешта (Медье III) — (Первая, Вторая группа) 16+16 команд Четвёртый дивизион медье Дьор-Мошон-Шопрон — 6 команд Четвёртый дивизион медье Шомодь — 13 команд Четвёртый дивизион медье Саболч-Сатмар-Берег — (Ньиредьхазская, Фехердьарматская группа) 16+12 команд Четвёртый дивизион медье Веспрем — 10 команд (6 лиг) | Медье IV (Четвёртый уровень локальных дивизионов) Четвёртый дивизион медье Баранья (Медье III) — (Мохачская, Сигетварская группа) 15+16 команд Четвёртый дивизион Будапешта (Медье III) — (Первая, Вторая группа) 16+16 команд Четвёртый дивизион медье Дьор-Мошон-Шопрон — 6 команд Четвёртый дивизион медье Шомодь — 13 команд Четвёртый дивизион медье Саболч-Сатмар-Берег — (Ньиредьхазская, Фехердьарматская группа) 16+12 команд Четвёртый дивизион медье Веспрем — 10 команд (6 лиг) | Медье IV (Четвёртый уровень локальных дивизионов) Четвёртый дивизион медье Баранья (Медье III) — (Мохачская, Сигетварская группа) 15+16 команд Четвёртый дивизион Будапешта (Медье III) — (Первая, Вторая группа) 16+16 команд Четвёртый дивизион медье Дьор-Мошон-Шопрон — 6 команд Четвёртый дивизион медье Шомодь — 13 команд Четвёртый дивизион медье Саболч-Сатмар-Берег — (Ньиредьхазская, Фехердьарматская группа) 16+12 команд Четвёртый дивизион медье Веспрем — 10 команд (6 лиг) | Медье IV (Четвёртый уровень локальных дивизионов) Четвёртый дивизион медье Баранья (Медье III) — (Мохачская, Сигетварская группа) 15+16 команд Четвёртый дивизион Будапешта (Медье III) — (Первая, Вторая группа) 16+16 команд Четвёртый дивизион медье Дьор-Мошон-Шопрон — 6 команд Четвёртый дивизион медье Шомодь — 13 команд Четвёртый дивизион медье Саболч-Сатмар-Берег — (Ньиредьхазская, Фехердьарматская группа) 16+12 команд Четвёртый дивизион медье Веспрем — 10 команд (6 лиг) |
| 8       | Медье V (Пятый уровень локальных дивизионов) Пятый дивизион Будапешта (Медье IV) — (Первая, Вторая группа) 16+16 команд (1 лига) | Медье V (Пятый уровень локальных дивизионов) Пятый дивизион Будапешта (Медье IV) — (Первая, Вторая группа) 16+16 команд (1 лига) | Медье V (Пятый уровень локальных дивизионов) Пятый дивизион Будапешта (Медье IV) — (Первая, Вторая группа) 16+16 команд (1 лига) | Медье V (Пятый уровень локальных дивизионов) Пятый дивизион Будапешта (Медье IV) — (Первая, Вторая группа) 16+16 команд (1 лига) | Медье V (Пятый уровень локальных дивизионов) Пятый дивизион Будапешта (Медье IV) — (Первая, Вторая группа) 16+16 команд (1 лига) | Медье V (Пятый уровень локальных дивизионов) Пятый дивизион Будапешта (Медье IV) — (Первая, Вторая группа) 16+16 команд (1 лига) |